# 실피움

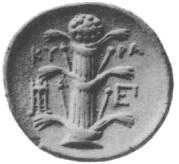
실피움이 새겨져 있는 키레네의 은화.

실피움(silphium) 또는 실피온(σίλφιον)은 고전 시대 지중해 사람들이 사용했던 식물로, 그 정체가 오늘날에는 알려져 있지 않다. 당시 사람들은 이를 식용·향수·최음제·약용으로 썼고, 고대 그리스·로마인들은 피임약으로도 썼다.
북아프리카 키레네의 특산물이었으며, 주화마다 식물의 모습이 새겨져 있을 정도로 그 도시에서 중요했다. 고대 로마에서는 실피움의 진이 ‘같은 무게의 데나리우스 은화와 같은 값’이라는 시가 남아 있다. 대 플리니우스에 따르면 로마 시대에 이미 키레네에서 실피움은 사라졌으며 마지막 남은 실피움은 네로 황제에게 바쳐졌다고 한다.
실피움이 구체적으로 어떤 식물이었는지는 알려져 있지 않으나, 보통 회향에 가까운 식물로 추측된다. 실피움이 멸종한 이유에 대해서도 과도한 채취와 가축 방목, 북아프리카의 사막화, 무분별한 경작에 따른 자생능력 상실 등 여러 가설이 있다.